# Чадуик, Эдгар
Э́дгар Уо́ллас Ча́дуик (англ. Edgar Wallace Chadwick; 14 июня 1859, Блэкберн — 14 февраля 1942, там же) — английский футболист и футбольный тренер. В качестве игрока выступал за английские клубы «Блэкберн Олимпик», «Блэкберн Роверс», «Эвертон», «Бернли», «Саутгемптон», «Ливерпуль», «Блэкпул», «Глоссоп» и «Дарвен», а также за сборную Англии. После завершения карьеры игрока был главным тренером сборной Нидерландов, а также клубов «ХВВ Ден Хааг», «Конинклейке ХФК» и «Спарта Роттердам».

## Карьера игрока

### Клубная карьера
Уроженец Блэкберна, футбольную карьеру начал в местном клубе «Литтл Дотс» в возрасте 15 лет. В 1886 году стал игроком клуба «Блэкберн Олимпик». Проведя в «Олимпике» один сезон, в июле 1887 года перешёл «Блэкберн Роверс», за который выступал в сезоне 1887/88.
Летом 1888 года перешёл в клуб «Эвертон» из Ливерпуля. Дебютировал за клуб 8 сентября 1888 года в матче против «Аккрингтона» на «Энфилде» (на тот момент — домашнем стадионе «Эвертона»). 15 сентября 1888 года забил свой первый гол за клуб в игре против «Ноттс Каунти». В первом в истории сезоне Футбольной лиги сыграл за команду во всех 22 матчах лиги и забил 5 голов (по другой версии 6 голов), а «Эвертон» завершил сезон на 8-м месте. В следующем сезоне также сыграл во всех 22 матчах Футбольной лиги и забил 8 голов, а «Эвертон» занял уже второе место. Наконец, в сезоне 1890/91 «Эвертон» впервые стал чемпионом Англии, а Чадуик вновь сыграл во всех матчах, забив 10 голов.
В сезоне 1892/93 «Эвертон» дошёл до финала Кубка Англии, в котором с минимальным счётом уступил клубу «Вулверхэмптон Уондерерс».
Чемпионский титул в сезоне 1890/91 стал для Чадуика единственным, хотя в сезоне 1894/95 его команда во второй раз заняла второе место в чемпионате, а в сезоне 1896/97 вновь вышел в финал Кубка Англии, в котором уступил бирмингемскому клубу «Астон Вилла» со счётом 2:3.
Эдгар Чадуик выступал за «Эвертон» с сентября 1888 года по май 1899 года, сыграв в общей сложности 300 матчей (270 в лиге и 30 в Кубке Англии) и забив 110 голов. Автор книги «Кто есть кто в „Эвертоне“» описал Эдгара Чадуика как «выдающегося стратега и дриблёра».
В мае 1899 года перешёл в «Бернли» за 40 фунтов. Провёл в клубе один сезон, забив 10 голов в 31 матче и стал лучшим бомбардиром команды, однако это не спасло «Бернли» от выбывания во Второй дивизион.
В августе 1900 года Чадуик перешёл в клуб Южной лиги «Саутгемптон», где уже играл его бывший одноклубник по «Эвертону» Алф Милуорд. Атакующая связка Чадуика и Милуорда (забивших 14 и 12 голов соответственно) помогла «Саутгемптону» выиграть чемпионский титул сезона 1900/01. В следующем сезоне «святые» вышли в финал Кубка Англии, где проиграли клубу «Шеффилд Юнайтед» в переигровке.
В мае 1902 года перешёл в «Ливерпуль». Провёл в команде два сезона, сыграв в общей сложности 45 матчей и забив 7 голов.
После окончания контракта с «Ливерпулем» в мае 1904 года Чадуик перешёл в «Блэкпул». В сезоне 1904/05 провёл за команду 34 матча и забил 8 голов во Втором дивизионе.
В сезоне 1905/06 выступал за «Глоссоп» (35 матчей, 5 голов в лиге). В 1906 году перешёл в «Дарвен», выступавший в Комбинации Ланкашира, где и завершил игровую карьеру в 1908 году в возрасте 39 лет.
Во время войны выступал за «Блэкберн Роверс» в качестве гостя. 11 ноября 1916 года провёл гостевой матч за «Блэкберн Роверс» против «Манчестер Юнайтед», на тот момент ему было 47 лет.

### Карьера в сборной
7 марта 1891 года дебютировал за сборную Англии в матче Домашнего чемпионата Британии против сборной Уэльса, отметившись забитым мячом. Всего провёл за сборную 7 матчей, в которых забил 3 гола.

#### Матчи за сборную Англии
| № | Дата          | Стадион                    | Соперник  | Результат | Голы Чадуика | Турнир             |
| - | ------------- | -------------------------- | --------- | --------- | ------------ | ------------------ |
| 1 | 7 марта 1891  | «Ньюкасл Роуд», Сандерленд | Уэльс     | 4:1       | 35′          | Домашний чемпионат |
| 2 | 6 апреля 1891 | «Ивуд Парк», Блэкберн      | Шотландия | 2:1       | 30′          | Домашний чемпионат |
| 3 | 2 апреля 1892 | «Айброкс», Глазго          | Шотландия | 4:1       | 1′           | Домашний чемпионат |
| 4 | 1 апреля 1893 | «Атлетик Граунд», Лондон   | Шотландия | 5:2       |              | Домашний чемпионат |
| 5 | 7 апреля 1894 | «Селтик Парк», Глазго      | Шотландия | 2:2       |              | Домашний чемпионат |
| 6 | 7 марта 1896  | «Солитьюд», Белфаст        | Ирландия  | 2:0       |              | Домашний чемпионат |
| 7 | 3 апреля 1897 | «Кристал Пэлас», Лондон    | Шотландия | 1:2       |              | Домашний чемпионат |

## Тренерская карьера
После завершения игровой карьеры в 1908 году работал тренером в Германии, а также в Нидерландах. Был главным тренером нидерландских клубов «ХВВ Ден Хааг» и «Конинклейке ХФК».
В 1908 году был назначен главным тренером футбольной сборной Нидерландов в рамках подготовки команды к
летним Олимпийским играм в Лондоне. Так как сборная Венгрии выбыла из футбольного олимпийского турнира из-за боснийского кризиса, сборная Нидерландов получила путёвку сразу в полуфинал, где встретилась со сборной Великобритании. Матч завершился победой британцев со счётом 4:0. Сборная Нидерландов после этого сыграла со сборной Швеции в матче за бронзовые медали, одержав в нём победу со счётом 2:0 и заняла третье место на олимпийском футбольном турнире.

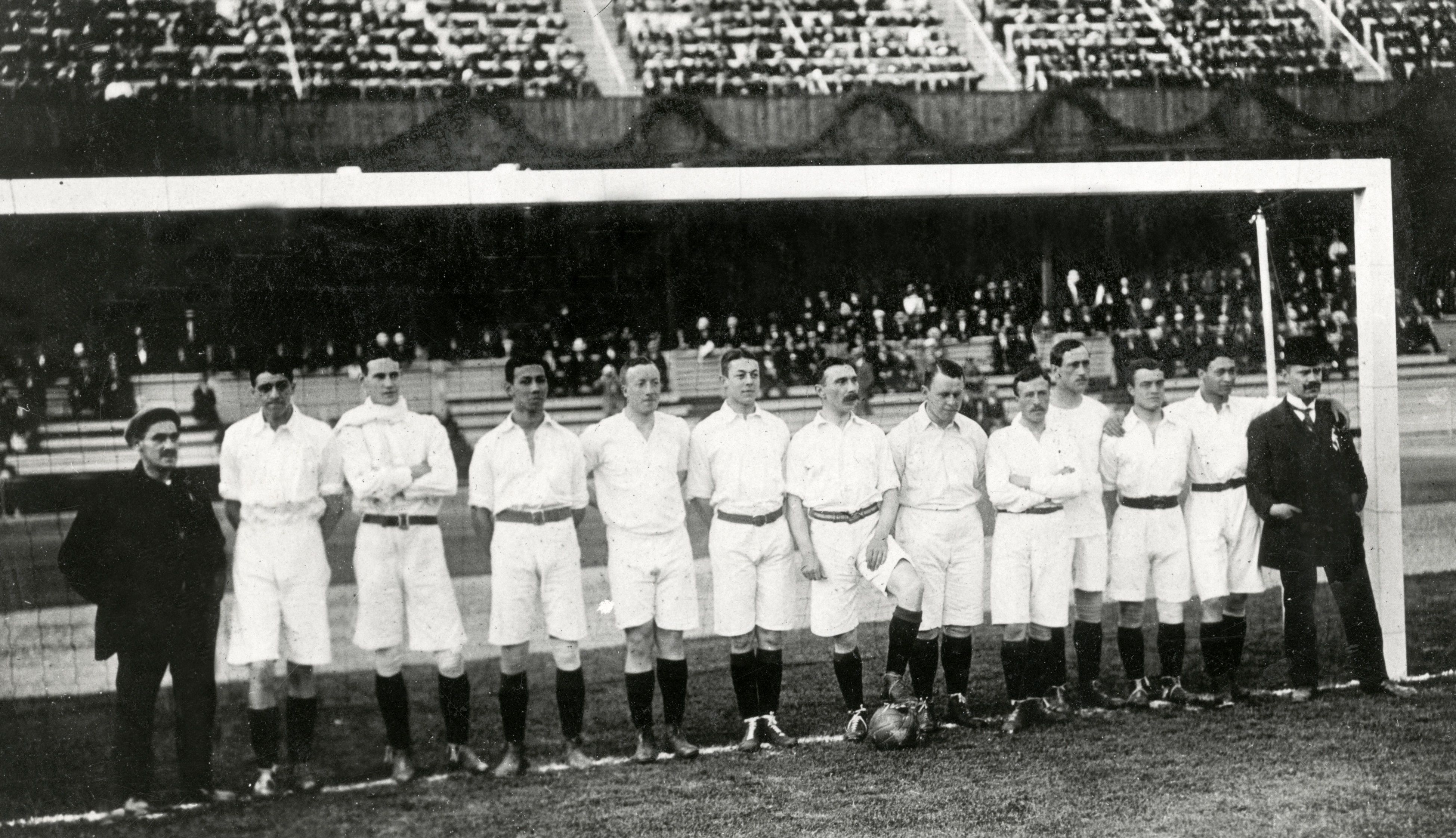
Чадуик (слева) со сборной Нидерландов на Олимпиаде 1912 года

В 1912 году был главным тренером Нидерландов на летних Олимпийских играх в Стокгольме. Под его руководством футболисты Нидерландов обыграли сборные Швеции и Австрии, проиграв в полуфинале сборной Дании. В матче за третье место сборная Нидерландов разгромила сборную Финляндии со счётом 9:0 и завоевала свою вторую бронзовую медаль на олимпийском футбольном турнире.
По официальной статистике Чадуик руководил сборной Нидерландов в 24 матчах, 9 из которых было против сборной Бельгии. В 1909 году под его руководством сборная Нидерландов встретилась с любительской сборной Англии, проиграв в том матче со счётом 1:9. 24 марта 1913 года его команда смогла взять «реванш» над англичанами-любителями, обыграв их со счётом 2:1. В ноябре 1913 года Чадуик покинул должность главного тренера сборной Нидерландов.
В дальнейшем был главным тренером клуба «Спарта Роттердам», с которым стал чемпионом Нидерландов в сезоне 1914/15.

## Достижения

### Достижения в качестве игрока
Эвертон
- Чемпион Англии: 1890/91
- Финалист Кубка Англии: 1893, 1897

Саутгемптон
- Финалист Кубка Англии: 1902
- Чемпион Южной лиги: 1900/01

### Тренерские достижения
Сборная Нидерландов
- Бронзовый призёр Олимпийских игр: 1908, 1912

Спарта Роттердам
- Чемпион Нидерландов: 1914/15

## Тренерская статистика
| Команда             | Начало работы   | Завершение работы | Показатели | Показатели | Показатели | Показатели | Показатели | Показатели | Показатели | Показатели |
| Команда             | Начало работы   | Завершение работы | И          | В          | Н          | П          | МЗ         | МП         | РМ         | % побед    |
| ------------------- | --------------- | ----------------- | ---------- | ---------- | ---------- | ---------- | ---------- | ---------- | ---------- | ---------- |
| Сборная Нидерландов | 22 октября 1908 | 15 ноября 1913    | 24         | 14         | 8          | 2          | 71         | 57         | +14        | 58,33      |

## Личная жизнь
После Первой мировой войны вернулся в Блэкберн, где работал пекарем. В декабре 1923 года подавал заявку на вакансию главного тренера «Блэкпула», но должность в итоге получил Фрэнк Бакли.
Кузен Эдгара, Артур Чадуик, также выступал за «Саутгемптон» и сборную Англии. Другой кузен Эдгара, Алберт Чадуик, играл за «Эвертон».